# Imperial Wax Solvent
Imperial Wax Solvent – 27. album studyjny brytyjskiej postpunkowej grupy The Fall, wydany 28 kwietnia 2008.

## Lista utworów
1. "Alton Towers"
2. "Wolf Kidult Man"
3. "50 Year Old Man"
4. "I've Been Duped"
5. "Strange Town" (cover The Groundhogs)
6. "Taurig"
7. "Can Can Summer"
8. "Tommy Shooter"
9. "Latch Key Kid"
10. "Is This New"
11. "Senior Twilight Stock Replacer"
12. "Exploding Chimney"